# Resan fram och tillbaka
Resan fram och tillbaka var en vandringsutställning som producerades av Historiska museet och den statliga myndigheten Riksutställningar i samarbete med Institutet för framtidsstudier. Utställningen riktade sig i första hand till barn i åldern 6 till 11 år.

## Bakgrund
Riksutställningar och Historiska museet hade olika utgångspunkter med vandringsutställningen Resan fram och tillbaka. Riksutställningar ville använda sig av utställningen för att hitta och utveckla nya lösningar för utställningsteknik samt utveckling av utställningspedagogik riktad till barn och barnfamiljer. Riksutställningar ville dessutom undersöka vilka möjligheter som fanns till ett utökat samarbete med de lokala utställarna under den kommande utställningsturnén.
Historiska museet såg Resan fram och tillbaka som ett sätt att prova nya vägar för att nå fram med utställningar till barn och deras familjer och anhöriga. Ambitionen var också att ”skapa ett lustfyllt lärande om historia och få historia att betyda mer för fler” men även utveckla samarbetet med länsmuseer på olika platser i Sverige.

## Tema
Resan fram och tillbaka var en vandringsutställning där barn uppmanades att aktivt delta i utställningens innehåll för att lära och uppleva. Som titeln antyder handlade det om en resa – en färd utställningsbesökarna i både tid och rum. Projektplanen för Resan fram och tillbaka beskrev syftet med utställningen i fyra punkter:
| ”             | - Riksutställningar och Historiska museet ska i nära samarbete producera en upplevelsebaserad, lustfylld och interaktiv familjeutställning som sätter historia och barnets nyfikenhet, problemlösningsförmåga och kritiska tänkande i centrum. - Genom utställningen ska barn i åldern 6-11 år ges en möjlighet till identifikation och förståelse av forntidens människor och levnadsbetingelser så att de kan dra paralleller mellan forntiden, nutid och framtid. - Utställningen utgår från barnets perspektiv men ska möjliggöra en gemensam upplevelse mellan barn och vuxna där tilltalet till barnet även väcker den vuxnes nyfikenhet och delaktighet. - Utställningen ska ha en hög tillgänglighet med en djärv, vild och hög illustrativ och formmässig konstnärlighet. | „ |
| – Projektplan | |   |

## Produktion
Resan fram och tillbaka tog 13 månader, eller 9 018 arbetstimmar, att producera. Själva produktionsfasen varade mellan 17 februari 2010 och 29 april 2011 – då en utvärdering gjordes. Den totala kalendertiden för projektet sträckte sig från 17 februari 2010 till 31 december 2013.
Resan fram och tillbaka innehöll ”taktila moment” som ”tar alla sinnena i anspråk och tillåter och inbjuder till att barnen/besökaren är i och på utställningen”. Utställningen konstruerades med tanke på tillgänglighet, ”så att alla barn oavsett läskunnighet, kön, nationalitet, fysiskt eller psykiskt handikapp kan tillgodogöra sig den utan att känna att de särbehandlas”.

### Innehåll
I utställningen fick den unga publiken få ta del av spår efter vad som kallades för forntiders barn. Besökarna fick klättra och upptäcka gömda väggmålningar, besöka en ”excentrisk” samlare och konstnär och resa 10 000 år framåt eller bakåt i tiden. I små rum fanns tv-skärmar som visade bilder från en och samma plats under olika tider. Utställningens värld påminde ”dels om en fysisk resa i den svenska naturen, över tid från morgon till natt, över material från jordens kärna till rymden och över tid från forntiderna till framtiderna”.
Utställningsmiljön bestod av fyra specialproducerade rumsliga konstverk tillsammans med nio stationer för upptäckter och upplevelser. Den första stationen var en talande introduktion till hela utställningen, med inspiration hämtad från bergsmassivet Ákkhá i norra Sverige – ett heligt berg, enligt den samiska traditionen. I Ákkáhstationen fick de besökande barnen utrustning och vägledning på sin färd genom resten av utställningens nyfikenhetsstationer och de fyra rumsliga konstverken. Nästa station var inspirerad av Hagadösen på ön Orust. Här fick barnen prova olika identiteter och kläder innan de nådde nästa nyfikenhetsstation – röset Uggarde Rojr. Formationen var i forntiden ett riktmärke för resenärer som kom österifrån över havet till Gotland. Här erbjöds förutsägelser om framtid och utsagor om forntid. Därefter väntade en station med lekfulla spelmoment där de besökande barnen fick prova på att samarbeta kring olika former av språk och kommunikation. I en interaktiv station stod mat och måltider i fokus. Det fanns också en serie mindre stationer som skulle påminna om en slags ”robotliknande småsyskon” till de större stationerna. Innehållet bestod bland annat av tematik kring ”den andra sidan”, lärdomar som kan dras av ben och vilken roll barn kommer att få i framtidens samhällen, men även paralleller mellan spel och leksaker i förfluten tid och en tänkt framtid. Det femte utställningsrummet skulle bestå av en webbsida.
Kopplingen mellan forntid, nutid och framtid gjordes bland annat med hjälp av arkeologiska inslag. I utställningen ingick ett antal lånade föremål, bland annat fiskekrok och ljuster av ben, halsband av sältänder, stridsyxa av bergart med lång hals i miniatyr, miniatyr av dolk, kopia av föremål av skiffer, människofigurin, björnfigurin, fågelfigurin, hällristning på sten, kärl av keramik, spån av flinta, hänge av plast, knacksten, eldslagningssten. Föremålen lånades bland annat av Historiska museet i Stockholm.
Till Resan fram och tillbaka producerades ett pedagogiskt visnings- och handledningsmaterial som fokuserade på barn och vuxnas upplevelser – ur barnets perspektiv. En  del av det materialet var en karta i A5-format hopvikt. Uppvikt blev den en upptäcktsresa i ett Sverige som hade delats in i fyra zoner. Det producerades också en affisch som utgjorde en spelplan och vernissagekort med en karta.
Riksutställningar och Historiska museet var nog med att berätta vad utställningen inte var. Den var inte, citat:
- En konstutställning.
- En historisk utställning.
- En arkeologisk utställning.
- En populärvetenskaplig utställning.
- En illustrativ utställning.
- En lekutställning.
- En föremålsutställning.[2]

Resan fram och tillbaka krävde monterad en visningsyta på 200 till 250 kvadratmeter. Arrangörerna informerades om att utställningen krävde minst tre meters takhöjd och ett mörklagt rum som skulle ha ansvarig personal på plats. Nedmonterad, för att fraktas med lastbil, hade Resan fram och tillbaka en volym på 58,5 kubikmeter.

### Produktionsgruppen
- Projektledare: Stefan Johansson (Riksutställningar).
- Styrgrupp: Anna Bergén (Historiska museet), Göran Björnberg (Riksutställningar), Louise Andersson (Riksutställningar), Sophie Nyman (Historiska museet).
- Producent: Mathias Strömer (Riksutställningar).
- Ansvariga pedagogik: Lisa Lundström (Riksutställningar), Susanna Johansson (Historiska museet).
- Ansvarig turné: Lisa Lundström (Riksutställningar).
- Ansvariga marknadsföring och kommunikation: Tore Danielsson (Riksutställningar), Ulrika Mannberg (Historiska museet).
- Ansvariga teknik: Gustav Löfgren (Riksutställningar), Pernilla Tenje (Historiska museet).
- Utställningsformgivare: Andres Ros Soto (produktdesign), Jonas Fridén (grafisk design), Vassiliki Holeva (interördesign).
- Konstnärer: Fredrik Söderberg (”Historien), Rachell Sumpte (”Sanningar och myter”), från Kollektivet Livet: Alexander Culafic, Andreas Blom, Georg Herlitz (”Kunskapen”), Anna Svensson (”Känslan”).[15]

## Turné
Invigningen av vandringsutställningen Resan fram och tillbaka ägde rum lördagen 9 april klockan 13 på Historiska museet i Stockholm. Entrén var fri och med ”saft, bullar och ballonger till alla barn”. Vidare bjöds på presentation av utställningen, musikunderhållning med Grammisvinnarna Orkester Pop och pyssel på temat forntider och framtider.
Under sin turné besökte Resan fram och tillbaka visningsorter 9 orter.

## Ekonomi
Den totala budgeten för Resan fram och tillbaka beräknades till 3 131 510 kronor, ”exklusive interna arbetstimmar”.
Den lokala arrangören betalade 60 000 kronor i hyra för att få visa Resan fram och tillbaka i 12 veckor.